# Бистриця (притока Вепру)
Бистри́ця (Бистшица, пол. Bystrzyca) — річка в Польщі, ліва притока Вепру. Одна із найбільших річок Люблінської височини, головна річка Любліна.
Має чотири основні притоки: перед Любліном у неї впадає Косажевка (пол. Kosarzewka), в межах міста Кренжнічанка (пол. Krężniczanka), Чернєювка (пол. Czerniejówka) та Чехувка (пол. Czechówka), нижче Любліна — Цєм'єнґа (пол. Ciemięga).
Вздовж Бистриці багато ставків та є невелике водосховище — Залєв Зембожицкі (пол. Zalew Zemborzycki).

## Бистриця в Любліні

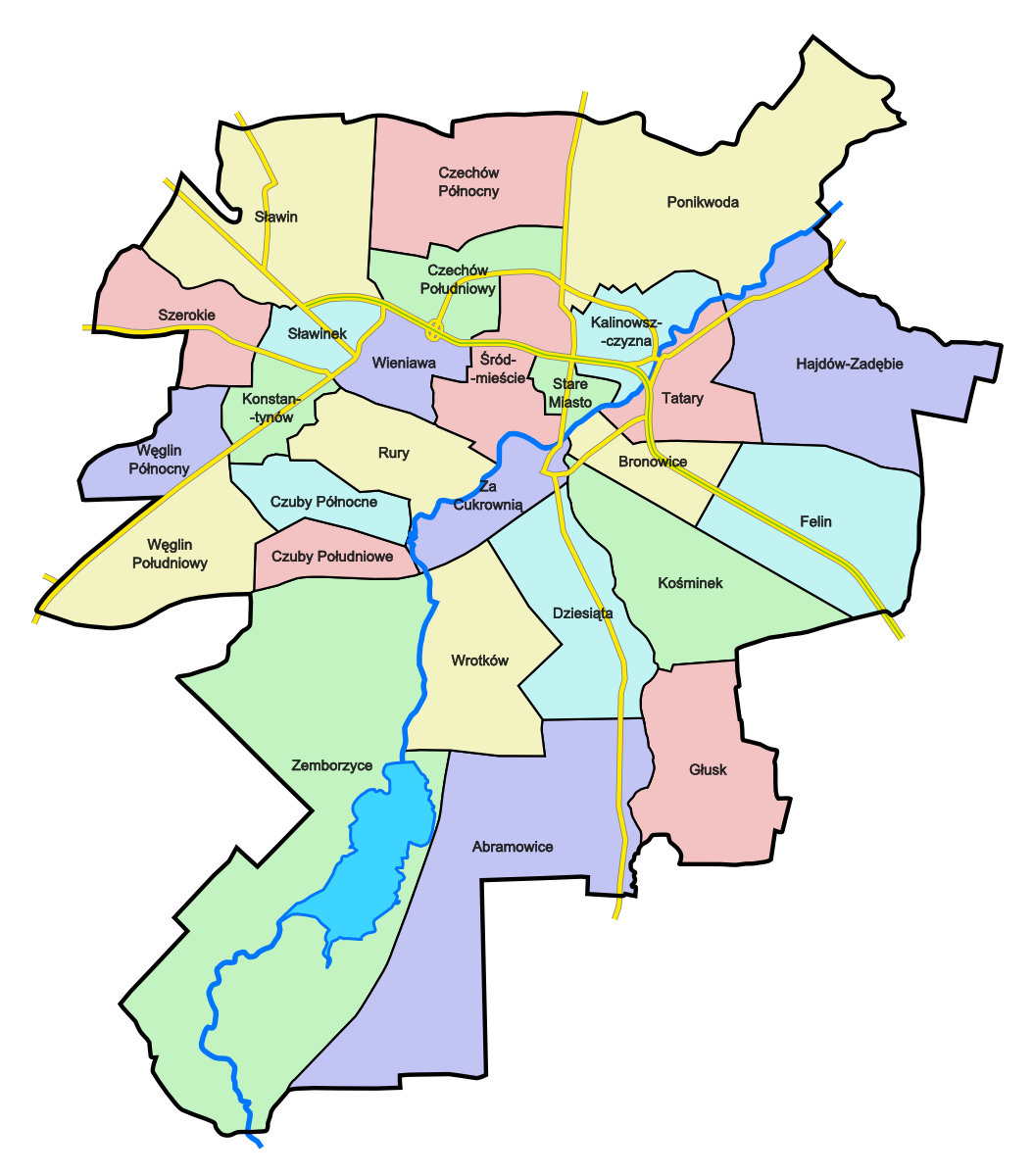
Річка на карті Любліна

В межах міста річка тече з півдня на північний схід, поповнюючись кількома притоками. В південній частині міста розташовується Залєв Зембожицкі, водосховище площею 250 га. Це хороше місце для відпочинку та занять спортом.

## Гирло річки
Бистриця впадає в річку Вепш і є його найбільшою лівою притокою. Місце злиття двох річок є досить мальовничим та вкритим буйною рослинністю. На берегах — типові для лугів дерева та чагарники. Серед рослин — кропива дводомна, череда, а також типова флора плавнів (зокрема лепешняк великий). Під берегом, де течія води повільна, росте ряска.

## Екологічний стан річки
Бистриця є доволі брудною річкою, однак в останні роки стає чистішою. В першу чергу це пов'язано із кращим очищенням стічних вод Любліна та Свідника.